# Madior Cissé
Pour les articles homonymes, voir Cissé.
Serigne El Hadj Madior Cissé, fils de Amadou Cissé dit Goumba et de Sokhna Aïssatou Gaye, né le 21 septembre 1919 à Saint-Louis du Sénégal, décédé le 1er avril 2007 à l'âge de 88 ans, est un érudit et chef religieux musulman appartenant à la confrérie tidjane du Sénégal.

## Biographie
Il était un Mouqaddam (grand disciple) de Serigne Ababacar Sy, le premier à avoir pris la succession de son père, El Hadj Malick Sy, au titre de Khalife général des Tidjanes.
Il a appris le coran à Saint-Louis au daara de Serigne Ahmadou Sarr Ndiaye Sarr, cadi et imam de Saint-Louis de l'époque, avant d'intégrer l'école française. Il a fait ses études primaires à l'école Duval et secondaires au collège Blanchot (actuel lycée Ameth Fall). Il fut greffier en chef au tribunal régional de Saint-Louis.
Serigne El Hadji Madior Cissé était le guide spirituel de la dahira Mouttahabbiina Fillaahi (communauté de ceux qui s’aiment en Allah, affiliée à la tarîqa Tidjaniya) de Saint-Louis.
Le 21 octobre 2005, il est élevé à la dignité de Grand-Croix de l'Ordre du Mérite.
Ses disciples ne sont plus à compter ; parmi eux on peut noter El Hadj Amadou Karim Gaye (décédé en 2000) qui a été plusieurs fois ministre dans le gouvernement sénégalais et ancien Secrétaire Général de l'Organisation de la Conférence Islamique.  
Il est aussi descendant d'un érudit qadr du nom de Mame Madior Goumbo Cissé qui est son grand-père paternel.

## Postérité
Il a à son actif la construction de la grande mosquée ’’Ihsaane’’, point de convergence de ses disciples.
La succession de Serigne El Hadj Madior Cissé est assurée par son fils El Hadj Mouhammedou Abdoulaye Cissé à la tête de la dahira Mouttahabbiina Fillaahi qui assure en même temps la fonction d'imam de la grande mosquée "Ihsaane" de Saint-Louis.
Ses causeries ont été traduites sous forme de textes par son fils le Professeur Abdoullah Cissé et mises en ligne sur le site officiel de la communauté Moutahabbiina Fillaahi.
La rue Blaise Dumont de Saint-Louis a été rebaptisée rue El Hadj Madior Cissé, pour perpétuer sa mémoire pour tout Saint-louisien en particulier et musulman en général.